# 七宗町立神渕中学校
七宗町立神渕中学校（ひちそうちょうりつ かぶちちゅうがっこう）は、かつて岐阜県加茂郡七宗町にあった公立の中学校。
神渕小学校に隣接しており、運動場と屋内運動施設（神渕中学校体育館）は共同で使用している。
七宗町立上麻生中学校と統合。七宗町立七宗中学校の新設により、2025年（令和7年）3月に閉校。校舎は2026年（令和8年）開校予定の七宗町立七宗小学校の校舎に転用される予定である。

## 就学区域
- 神渕地区、上麻生字葛屋[1]

## 沿革
- 1947年（昭和22年）
  - 4月1日 - 武儀郡神渕村に神渕村立神渕中学校が開校する。校舎は神渕小学校の校舎の一部を使用。
  - 5月3日 - 開校式。
- 1948年（昭和23年）4月29日 - 神渕小学校の隣接地（現在地）に新築移転。
- 1955年（昭和30年）2月11日 - 加茂郡上麻生村と武儀郡神渕村が合併し、加茂郡七宗村となる。同時に七宗村立神渕中学校に改称する。
- 1971年（昭和46年）4月1日 - 町制施行により、七宗町発足。同時に七宗町立神渕中学校に改称する。
- 2003年（平成15年）8月 - 新校舎が完成。
- 2004年（平成16年）2月 - 体育館が完成。
- 2025年（令和7年） 
  - 3月16日 - 閉校式を行う[2][3]。
  - 3月31日 - 閉校。

## 進学前小学校
- 七宗町立神渕小学校[1]